# إروين شولتز
اروين شولتز (و. 1900 – 1981 م) هو ضابط من الإمبراطورية الألمانية، وألمانيا النازية، وألمانيا الغربية، ولد في برلين، كان عضوًا في الحزب النازي، كان عضوًا في شوتزشتافل، ويحمل رتبة عسكرية عميد، توفي في بريمن، عن عمر يناهز 81 عاماً.

## جوائز
حصل على جوائز منها:

صليب الاستحقاق الحربي